# Rochester, Minnesota
Rochester är en stad i Olmsted County i delstaten Minnesota, USA. Befolkningstalet beräknades 2010 till 106 769 invånare.Staden är delstatens tredje största). Rochester är administrativ huvudort (county seat) i Olmsted County. 
Staden präglas av Mayo-kliniken som är ett av USA:s mest kända sjukhus (underavdelningar till Mayo-sjukhuset finns även i Arizona och Florida). Mayo-kliniken har sammanlagt 56000 anställda vara huvuddelen arbetar i Rochester. Mayo-kliniken samarbetar med University of Minnesota som också finns i staden. Rochester har egen flygplats men ingen järnvägsstation.

### Fotnoter
1. ↑  ”Community Facts” (på engelska). American Factfinder. 13 mars 2010. Arkiverad från originalet den 12 februari 2020. https://archive.today/20200212234526/http://factfinder.census.gov/faces/nav/jsf/pages/community_facts.xhtml. Läst 25 mars 2016.